# Japan Tobacco
Japan Tobacco este e companie producătoare de țigări deținută de statul japonez.
Compania este al treilea producător de tutun din lume și este listată pe Tokyo Stock Exchange.
Produce țigări din branduri ca mărcile Winston ,Sobranie , Winchester, More, Glamour, Camel, Mild Seven și Salem,
acestea fiind vândute în peste 120 de țări.
Baza JTI este în Elveția si are peste 12.000 de angajati în 40 de țări.
În decembrie 2006, compania a preluat compania concurentă Gallaher Group, pentru suma de 11,1 miliarde euro, aceasta reprezentând cea mai scumpă achiziție realizată de o companie japoneză.

## Japan Tobacco în România
Compania este prezentă și în România, unde este al treilea mare jucător pe piața țigaretelor.
Compania deține o fabrică în Pipera (București).
JTI România a fost înființată în 1994 și avea aproximativ 817 angajati în anul 2008.
Cifra de afaceri:
- 2008: 437,4 milioane euro[4].
- 2008: 369,5 milioane euro[5]